# Stanisław Magura
Stanisław Edward Magura, ps. „Paw”, „Drzazga” (ur. 23 lutego 1922 w Potoku, zm. 1944) – harcerz i żołnierz AK.

## Dzieciństwo
Syn inż. Jana Bronisława Magura i Stanisławy z Blachaczków oraz bliźniaczy brat Jana. Ojciec urodził się 23 października 1898 w Zbyszycach. Jako stypendysta Wydziału Krajowego we Lwowie studiował na Wydziale Maszynowym w Wyższej Szkole Przemysłowej w Wiedniu, którą ukończył w 1912. Był długoletnim, zasłużonym pracownikiem na stanowiskach kierowniczych: koncernu naftowego „Dąbrowa-Karpaty” w Potoku oraz koncernu naftowego „Małopolska” w Krośnie – a następnie od 1949 pracował jako starszy inspektor techniczny w Centralnym Zarządzie Przemysłu Naftowego w Krakowie oraz był kierownikiem Działu Produkcji PP Wytwórni Gryzerów w Krakowie. Matka urodziła się 6 lutego 1899 w Rzeszowie. Zmarła w 22 dni po urodzeniu synów bliźniaków dnia 17 marca 1922.
W 1924 ojciec Jan Magura ożenił się z Emilią z Bąkowskich Magura urodzoną 5 stycznia 1902 w Potoku, absolwentką Prywatnego Seminarium Nauczycielskiego im. Zofii Strzałkowskiej we Lwowie (rok ukończenia 1921). Małżeństwo Jana i Emilii Magurów miało jeszcze córkę Marię Czesławę urodzoną 15 listopada 1930 w Krośnie.  Wczesne dzieciństwo spędził Stanisław z bratem w Potoku. Szkołę Powszechną ukończył w Krośnie. Był uczniem Państwowego Gimnazjum i Liceum Ogólnokszałcącego w Krośnie im. Mikołaja Kopernika. W 1939 ukończył I klasę licealną. Rozważał podjęcie studiów na Akademii Sztuk Pięknych.

## Działalność w harcerstwie
Od najmłodszych lat pasjonował się, wraz z bratem, pracą w ZHP. Był drużynowym III Drużyny Harcerzy im. Karola Chodkiewicza w Krośnie. Był doskonałym organizatorem i wychowawcą powierzonej mu młodzieży. W lipcu 1935 wraz z bratem uczestniczył w Zlocie Harcerzy w Spale. W 1937 pełnił funkcję zastępowego na obozie w Jaremczu i komendanta na obozie szkoleniowym w Cisnej. Ukończył kurs podharcmistrzowski w Foluszu koło Jasła w 1938. Dnia 27 czerwca 1938 Stanisław został wybrany prezesem Polskiego Towarzystwa Turystyczno Krajoznawczego im. Ignacego Łukasiewicza w Krośnie. W sierpniu 1939 Stanisław uzyskał Kategorię B pilota szybowcowego na kursie szybowcowym na lotnisku w Krośnie. Wszechstronnie wysportowany uprawiał gimnastykę, narciarstwo, łyżwiarstwo, grał w tenisa i siatkówkę.

## Pierwsze lata wojny – konspiracja
W pierwszych dniach II wojny światowej pełnił służbę wartowniczą i patrolową w oddziale Przysposobienia Wojskowego. Tuż przed wkroczeniem Niemców do Krosna, wraz z ojcem i bratem Janem, opuścił Krosno i licząc na szansę wstąpienia do polskiego wojska, wyruszył na wschód, docierając do Lwowa. Tam jednak, po wkroczeniu Sowietów, ojciec zdecydował o powrocie do domu. Obsadzoną już wtedy niemieckimi i sowieckimi posterunkami granicę na rzece San przekroczyli nielegalnie nocą w grupie innych uciekinierów, wśród których był urzędnik krośnieńskiej Rady Miejskiej Zenon Sobota z żoną i córkami. W grudniu 1939 czynnie uczestnicząc w zorganizowanej przez Polski Czerwony Krzyż akcji pomocy dla Polaków wysiedlonych z ziem zachodnich Polski.
W 1940 podjął Stanisław pracę w Karphaten Ol w Krośnie jako kreślarz a następnie został przeniesiony na analogiczne stanowisko w Kaphaten Ol w Gorlicach. W tym czasie ojciec posądzony o sabotaż został wyrzucony z pracy, a cała rodzina wraz z wysiedleńcami pozbawiona mieszkania. Stanisław wraz z bratem znajduje lokum u adwokata Neronowicza w Krośnie. Ojciec jakiś czas ukrywa się u brata żony Mieczysława Bąkowskiego pseud. „Władysław” w Krośnie, zaś żona z 10-letnią córeczką Marią zamieszkała we wsi Sądkowa. Inż. Jan Bronisław Magura podejmuje pracę w Zakładach Naprawczych Samochodowych Czesława Matelowskiego w Krośnie. Stanisław razem ze swym bratem Janem brali czynny udział w organizowaniu pomocy w przekraczaniu granicy uciekinierom udającym się do wojska we Francji. Służbę w konspiracji rozpoczął Stanisław pod ps. „Paw” (później „Drzazga”) już jesienią w 1939 w Tajnej Organizacji Wojskowej, kierowanej na Podkarpaciu przez Zenona Sobotę ps. „Poraj” (później „Korczak” i „Świda”). Z czasem związał się jeszcze z Szarymi Szeregami. Miał liczne kontakty z podkarpacką siatką TOW – AK, m.in. z Franciszkiem Płonką ps. „Jeleń” (później „Boruta”), z inż. Ludwikiem Madejewskim seniorem ps. „Łukasz” i jego żoną Florentyną ps. „Łukaszowa”, Leszkiem Plesnarem ps. „Motyl” (później „Fromer”), Józefem Okwieką ps. „Trójka”, Zbigniewem Cerkowniakiem ps. „Boruta”, Stanisławem Kostką ps. „Dąbrowa”.

## Akcje dywersyjne
Jedną z akcji sabotażowo-dywersyjnych w latach 1942-1943, w której obydwaj bracia brali udział, był napad z 26/27 stycznia 1943 por. Płonki ps. „Kubacki”, J. Szczepaniaka ps. „Kos”, Romana Myśliwca ps. „Roman”, Leopolda Czuchry ps. „Pokrzywka” i innych na kasę zarządu firmy Karpathen Ol Aktreingese Uschaff w Krośnie i zdobycie 789 562 zł dla potrzeb AK. W 1942 Stanisław, jako zdolny i ceniony kreślarz, przeniesiony został do Karpathen Ol Verwaltung w Jaśle. Tam pod nadzorem Niemca o nazwisku Harnisch, szczególnie negatywnie usposobionego wobec Polaków pracował w biurze gromadzącym ściśle utajnione dokumenty. Zarówno w Gorlicach jak i w Jaśle korzystał z okazji do zdobycia cennych informacji. Do współpracy zaangażował pracującą w tej samej instytucji Janinę Płodzień (później Kosiekową), która współuczestniczyła w przenoszeniu materiałów wywiadowczych poza ściśle strzeżone biuro w Jaśle. Stanisław zajmował się również zbieraniem materiałów i rozpracowywaniem obozu hitlerowskiego w Szebniach.
Nocą z 5/6 sierpnia 1943 brał udział w napadzie na więzienie w Jaśle (akcja pod kryptonimem „Pensjonat"), ocenionym wtedy jako największy wyczyn ruchu oporu w Polsce południowej. Znając znakomicie Jasło i okolicę doprowadził zespół bojowy na podstawę wyjściową do uderzenia i kierował kolumną na trasie odskoku. Za bohaterską postawę w tej akcji odznaczony został Krzyżem Walecznych.
W listopadzie 1943 Stanisław był uczestnikiem zakończonych niestety niepowodzeniem, szczególnie trudnych i niebezpiecznych prób porwania gestapowca Teodora Drzyzgi.

## Aresztowanie i śmierć
W dniu 3 stycznia 1944 funkcjonariusze gestapo aresztowali inż. Ludwika i Florentynę Madejewskich z synami Ludwikiem ps „Krupa” i Zdzisławem. Następnego dnia ujęli braci Jana Magurę na terenie Karpathen Ol w Krośnie i Stanisława Magurę w Rafinerii Niegłowice koło Jasła, oraz Kazimierza Pietruszkę ps. „Arab”. Aresztowanym zarzucano współpracę z Zenonem Sobotą i współudział w rozbiciu więzienia jasielskiego. Podczas okrutnego śledztwa, mimo bestialskich tortur, bracia Magurowie nie załamali się i nie wydali nic ze znanych im tajemnic organizacji.
Zenon Sobota, wówczas oficer dywersji Komendy Podokręgu AK Rzeszów, przystąpił natychmiast do przygotowań w celu odbicia aresztowanych. Planował ponowne uderzenie na więzienie w Jaśle oraz zasadzkę na trasie transportu więźniów z Jasła do Krakowa. Postawił w stan pogotowia zespół dywersyjny złożony z doświadczonych żołnierzy, z uczestnikami sierpniowej akcji na jasielskie więzienie włącznie. Rozpoznaniem, opartym o lokalne siatki wywiadu i kontrwywiadu, kierował osobiście komendant obwodu AK Jasło kpt. Józef Modrzejewski ps. „Lis”. W oparciu o zebrane informacje okazało się jednak, że akcja na więzienie nie ma szans powodzenia. Nie udało się też w porę uzyskać żadnej konkretnej wiadomości o terminie i trasie transportu więźniów do Krakowa. W rezultacie Niemcy wywieźli aresztowanych z Jasła.
Dnia 13 stycznia 1944 zarejestrowano ich w krakowskim więzieniu przy ul. Montelupich. Matka Emilia Magura dnia 22 stycznia 1944 otrzymała od obu synów karty zapotrzebowania na paczki. Od Stanisława drugie zapotrzebowanie na paczkę nadeszło dnia 22 lutego 1944. Od tego momentu dalsze losy Stanisława pozostają nieznane. Miejsca spoczynku braci Jana i Stanisława Magurów są dotąd nieznane.

## Upamiętnienie
Po wojnie władze PRL odmówiły Rodzicom Emilii i Janowi Magurom zgody na umieszczenie imion ich synów na cokole Pomnika Bohaterów Ziemi Krośnieńskiej, podobnie też decydenci Przemysłu Naftowego nie zgodzili się na wmurowanie tabliczki na ich rodzinnym domu w Krośnie.

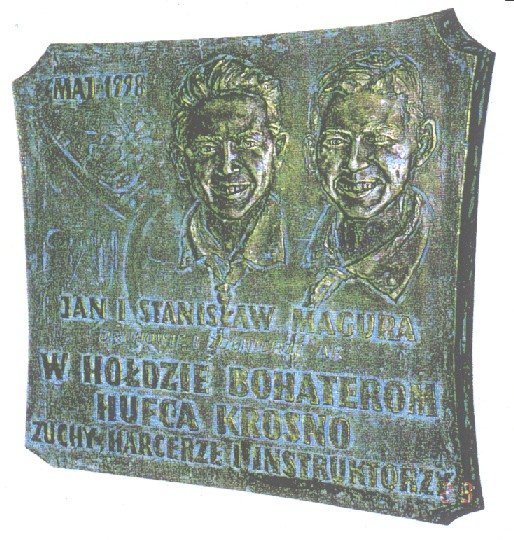
Tablica pamiątkowa Jana i Stanisława Magurów w Krośnie

Przy grobowcu rodzinnym Magura-Witkowskich na Cmentarzu Rakowickim w Krakowie znajduje się attyka poświęcona pamięci Jana i Stanisława Magurów z ich podobiznami w brązie wykonanymi przez prof. Jerzego Jarnuszkiewicza. Ich nazwiska znalazły się na pamiątkowych tablicach wmurowanych na budynku Gimnazjum i Liceum Ogólnokształcącym w Krośnie im. Mikołaja Kopernika, na Ścianie Pamięci w nawie Kościoła OO. Franciszkanów w Jaśle i na ścianie Szkoły Podstawowej nr 10 w Krośnie, gdzie podobizny w brązie wykonał artysta rzeźbiarz Prof. ASP dr hab. Mieszko Tylka. W 1983 Hufiec ZHP Krosno przyjął Jana i Stanisława Magurów za swoich patronów. Uchwałą Głównej Kwatery ZHP z dnia 22 maja 1989 pośmiertnie uhonorowani zostali Krzyżami Zasługi dla ZHP z Rozetą i Mieczami. Rada Miejska w Krośnie na propozycję Komitetu Obywatelskiego „Solidarność” dnia 30 kwietnia 1992 podjęła uchwałę: jedną z przecznic ulicy Krakowskiej nazwano ulicą Jana i Stanisława Magurów.
W 2003 otrzymał pośmiertnie honorowe obywatelstwo Jasła.